# What's My Name? (album)
Pour les articles homonymes, voir What's My Name.
Albums de Miyavi
This Iz the Japanese Kabuki Rock
(2008)
Singles
What's My Name? est le 7e album de Miyavi, et le 1er sorti sous le label EMI Music Japan le 13 octobre 2010 au Japon. Il arrive 26e à l'Oricon. Il se vend à 3 198 exemplaires la première semaine, et reste classé 3 semaines pour un total de 4 815 exemplaires vendus.
Cet album est le premier de Miyavi sous le label EMI Music Japan, il est également sorti le 8 mars 2011 au Canada et en Europe. Il interprétera ses chansons lors de sa tournée 2010 à 2011 en Europe et aux États-Unis.

## Liste des titres
Toutes les paroles sont écrites par Miyavi.
| 1.  | What's My Name?                                     | 3:27 |
| 2.  | Torture                                             | 2:58 |
| 3.  | A-Ha                                                | 4:24 |
| 4.  | Chillin' Chillin' Money Blue$                       | 3:01 |
| 5.  | I love you, I love you, I love you, and I hate you. | 3:24 |
| 6.  | Moon                                                | 3:42 |
| 7.  | Gravity                                             | 5:59 |
| 8.  | Universe                                            | 3:48 |
| 9.  | Unbreakable                                         | 3:59 |
| 10. | Shelter                                             | 3:17 |
| 11. | Super Hero (Album version)                          | 4:58 |
| 12. | Suteki na Mirai (すてきな みらい)                   | 4:02 |
| 13. | Futuristic Love                                     | 4:52 |
| 14. | Survive (Album version)                             | 3:20 |

| 1. | 『NEO TOKYO SAMURAI BLACK WORLD TOUR vol.2』：東京/LA/NYのライブ映像を収録！ |  |